# جبل شعيب (ريمة)
جبل شعيب هي إحدى قرى الجمهورية اليمنية. تتبع جغرافيا لمحافظة ريمة و إداريًا لمديرية الجعفرية بمحافظة ريمة اليمنية، بلغ تعداد سكانها 2524 نسمة حسب إحصاء اليمن لعام 2004.